# Cinemax (Latinoamérica)
Cinemax es un canal de televisión por suscripción latinoamericano de origen estadounidense propiedad de Warner Bros. Discovery, y operado por Warner Bros. Discovery Latin America. Fue lanzado al aire el 5 de septiembre de 1993 y es el único canal de HBO dentro de la categoría de canales básicos a nivel continental. Durante su antigua denominación, el canal se emitía como una señal pago por visión.

## Historia
El 5 de septiembre de 1993, HBO Olé lanzó al aire Cinemax, una señal que solamente emitía películas, el cual se diferenciaba de HBO por no transmitir al aire conciertos ni boxeo, y emitía 24 horas al día solo cine (HBO Olé aún haría la transición hacia una programación de 24 horas recién en ese mismo año). Cinemax también transmitía películas de tipo erótico, aunque solamente después de la medianoche. 
Cinemax también se enfocaba en la transmisión de películas, series y miniseries galardonadas en la actualidad y en el pasado. Además se caracterizaba por su elevado contenido independiente en sus transmisiones; las películas que no llegan a los cines y que tampoco se exhibían en ningún otro canal.
Cinemax contaba con dos señales para ajustarse a las distintas zonas horarias de América Latina: la señal Oeste, adaptada al horario de México (UTC−6), y la señal Este, correspondiente al horario de Argentina (UTC−3), con una diferencia de tres horas entre ambas. El 1 de junio de 2010, la señal Cinemax Este fue reemplazada por el canal Max —también parte del portafolio de HBO Latin America—, mientras que la señal Oeste permaneció activa y fue trasladada al paquete básico de televisión por suscripción en la región. 
A partir del 1 de noviembre de 2010, Cinemax modificó significativamente su programación y configuración de señales: retiró definitivamente las versiones de películas en idioma original con subtítulos, dando paso exclusivo a contenido doblado al español. Además, cambió su horario base de la señal Oeste (México) al horario Este (Argentina) 
A finales de 2011, Cinemax reestructuró sus señales en América Latina, diferenciándose por zonas: México, Sur (Argentina, Uruguay, Paraguay), Chile, Panregional (Colombia, Centroamérica y Caribe) y una señal específica para Brasil en portugués. Hasta entonces, solamente existían las dos señales tradicionales (Este y Oeste) 
En 2012, el canal renovó su identidad visual y programación, incorporando también contenido de HBO, además de películas y series más recientes, dejando atrás gran parte del catálogo clásico
Actualmente, la señal de Cinemax en América Latina ofrece las voces originales de sus contenidos, y brinda la opción SAP (Second Audio Program) para español y portugués.
El 20 de septiembre de 2014, Cinemax Latinoamérica implementó un cambio total de imagen gráfica —logotipo, imagen en pantalla y paleta de colores— para alinearse con la versión estadounidense del canal. El nuevo logotipo fue estrenado en la señal en vivo esa noche —a las 22:00 horas en Chile y a las 21:00 horas en Colombia— coincidiendo con el estreno de la película Los Juegos del Hambre. Días antes, el rediseño ya había sido implementado en el sitio web y redes sociales del canal, y se habían emitido pequeños anuncios previos. Este cambio significó la sustitución del logotipo que se había mantenido durante 16 años